# Dans la main de Bouddha
 (novembre 2012).
Si vous disposez d'ouvrages ou d'articles de référence ou si vous connaissez des sites web de qualité traitant du thème abordé ici, merci de compléter l'article en donnant les références utiles à sa vérifiabilité et en les liant à la section « Notes et références ».
Dans la main de Bouddha est un roman de Chow Ching Lie publié en 2001. Il s'agit de la suite de Le palanquin des larmes, et de Concerto du fleuve Jaune.

## Résumé
De 1966 à 1976, Mme Mao charge les gardes rouges (âgés de moins de 17 ans) d'effacer l'histoire de la Chine et elle dresse les jeunes contre leurs éducateurs. Quiconque a quitté le pays est un traitre et l'auteur (Julie) est recherchée pour ça. C'est sa famille en Chine qui subit : ils sont confinés à 7 dans une seule pièce. A Paris, Julie donne un concert en 1973, la rendant héroïne en Chine où elle rentre et découvre la misère. Elle fait disculper sa famille et repart à Paris. Débordée de travail, elle abandonne le piano. Lin aussi a fait médecine. Po entre à Harvard. En 1975, Julie publie son 1er livre mais à la suite du surmenage, c'est Lin qui reprend et développe son commerce. Julie va à Pékin, voir son frère libéré de 20 ans de travaux forcés. Po épouse Bi en 1978 qui a Alexandre, et Elisabeth en 1980. Le livre de Julie est censuré en Chine. En 1976, Mao est mort, remplacé par Deng Xiaoping qui applique la méthode de Confucius (-550), et la Chine s'éveille. Julie se consacre au bouddhisme. Elle obtient un visa pour sa sœur Ling et l'embauche. Elle enseigne aussi le piano. Lin repart en Chine et épouse Antony. En 1985 commence le tournage du Palanquin des larmes et Julie renoue avec le conservatoire de Shangai. Elle ramène des jeunes musiciens à Paris pour des carrières internationales. Elle embauche une nièce et son mari à Paris. En 1989, Lin a une fille. Julie fait venir ses parents en France et leur trouve une maison. En 1993, Po créé, comme Lin, une industrie vestimentaire en Chine et laisse ses enfants chez Julie. Vers 1996, elle vend son entreprise, commence à écrire ce livre et retourne en Chine en 2000. Elle constate l'évolution. De retour à Paris, on lui demande de se remettre au piano.